# Enfant terrible
Pour plus de détails, voir Fiche technique et Distribution.
Enfant terrible est un film allemand réalisé par Oskar Roehler, sorti en 2020.
C'est un biopic sur Rainer Werner Fassbinder.

## Fiche technique
- Titre français : Enfant terrible
- Réalisation : Oskar Roehler
- Scénario : Klaus Richter
- Direction artistique : Markus Schütz
- Costumes : Peri de Bragança
- Photographie : Carl-Friedrich Koschnick
- Montage : Hansjörg Weißbrich
- Musique : Martin Todsharow
- Pays d'origine : Allemagne
- Format : Couleurs - 35 mm - 1,85:1
- Genre : biographie, drame
- Durée : 134 minutes
- Date de sortie :
  -  Allemagne : 1er octobre 2020

## Distribution
- Oliver Masucci : Rainer Werner Fassbinder
- Hary Prinz : Kurt Raab
- Katja Riemann : Gudrun
- Erdal Yildiz : El Hedi ben Salem
- Désirée Nick : Barbara Valentin
- Jochen Schropp : Armin Meier
- Markus Hering : Peer Raben
- Frida-Lovisa Hamann : Hanna Schygulla
- Anton Rattinger : Britta
- Felix Hellmann : Harry Baer
- Lucas Gregorowicz : Ulli Lommel
- Eva Mattes : Brigitte Mira

## Distinctions

### Sélection
- Label Festival de Cannes 2020

### Nomination
- 19e cérémonie des Aigles d'or : meilleur film étranger